# Партенопейская республика
Партенопейская республика (итал. Repubblica Partenopea), также Неаполитанская республика (итал. Repubblica Napoletana) — кратковременное государственное образование, провозглашенное в январе 1799 года неаполитанскими республиканцами, с помощью французских войск свергнувшими бурбонскую монархию Неаполитанского королевства. Название происходит от древнего наименования Неаполя — Партенопея (греч. Παρθενόπεια).
После падения французской монархии неаполитанский король Фердинанд IV и королева Мария Каролина в 1793 году присоединяются к первой антифранцузской коалиции, начинают активное преследование всех, кто подозревается в симпатиях к якобинской Франции. Несмотря на это, в Неаполитанском королевстве республиканцы получают серьёзную опору, прежде всего среди аристократии.
В 1796 году с Францией был заключен мирный договор, однако уже в 1798 году, во время египетской экспедиции Наполеона и после победы адмирала Нельсона в битве при Абукире, Мария Каролина уговорила Фердинанда начать войну с Францией ещё раз. В сентябре 1798 года Нельсон лично прибыл в Неаполь, где был восторженно принят. Неаполитанская армия из 70 000 человек под командованием австрийского генерала Карла фон Мака уже 29 октября вошла в Рим, который был оставлен французами и восстановила папскую власть. Но после внезапной французской контратаки неаполитанским войскам пришлось отступить, и в конце концов они были разбиты.
Король поспешил вернуться в Неаполь. Хотя лаццарони оставались верны династии Бурбонов и были готовы защищать её, король в панике поднялся на борт британского линейного корабля Vanguard и бежал со своим двором в Палермо. Князь Франческо Пиньятелли Стронголи принял город и сжёг флот.
В городе начались беспорядки, и лаццарони начали убивать лиц, подозреваемых в республиканских симпатиях. В этих условиях, брошенная своим королём аристократия, чтобы избежать анархии, начала задумываться о провозглашении республики под французским протекторатом. 12 января 1799 года Пиньятелли подписал в Спаранизе капитуляцию перед генералом Ж. Шампионне. Когда новость о капитуляции перед французами достигла Неаполя и провинций, лаццарони восстали. Несмотря на плохое вооружение и низкую дисциплину, они оказывали ожесточённое сопротивление. Одновременно с ними за оружие взялись и неаполитанские республиканцы. 20 января 1799 года республиканцы заняли крепость Сант-Эльмо и французы смогли войти в город. 23 января 1799 года французская армия под командованием генерала Шампионне вошла в Неаполь. В этом конфликте потери составили: 8000 неаполитанцев и 1000 французов.

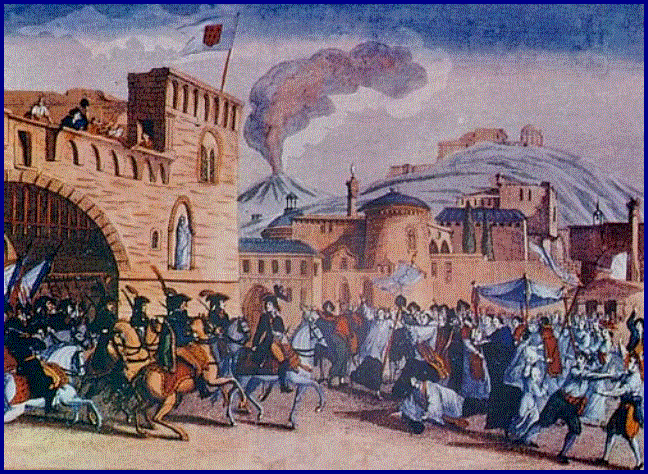
Войска генерала Шампионне входят в Неаполь 23 января 1799 г.

Шампионне объявил королевскую власть упразднённой и провозгласил Партенопейскую республику. 24 января было сформировано правительство республики под руководством Карло Лауберга, которое состояло из 21 члена, и законодательный корпус. Республика опиралась на силу французской армии. Новое правительство из-за постоянных требований генералом Шампионне денег вскоре столкнулось с финансовыми трудностями, оно не сумело организовать собственную армию, а его попытки «демократизации» провинции не увенчались успехом. 25 апреля был принят Закон об отмене феодальных прав.

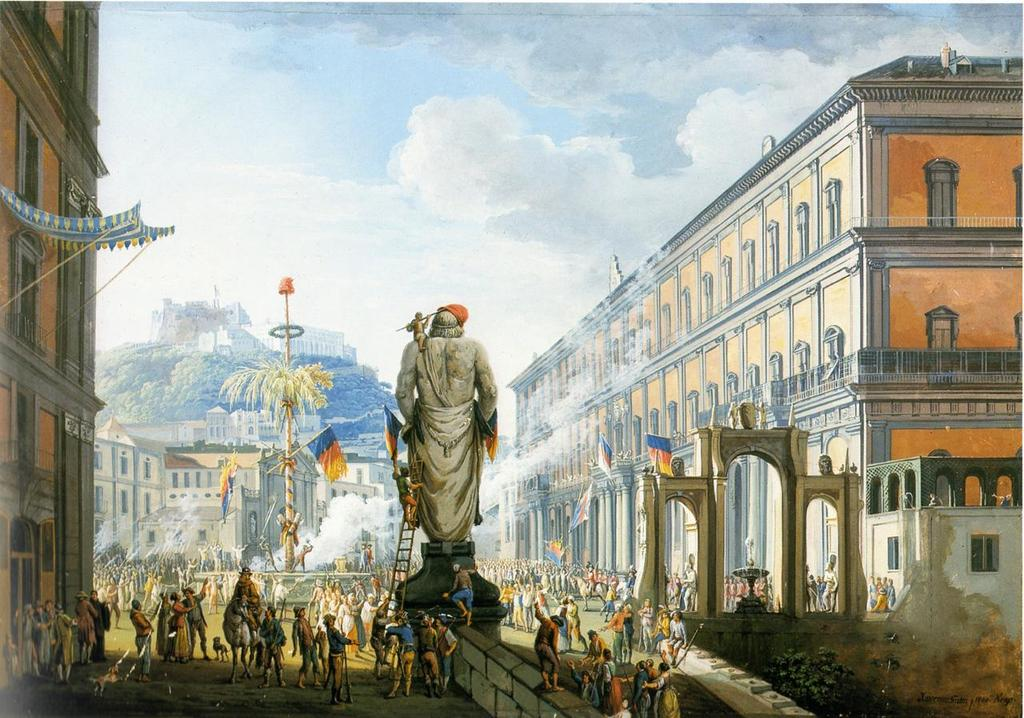
Дерево свободы в Неаполе, 1799 год

Между тем сбежавшие в Палермо роялисты направили богатого и влиятельного кардинала Фабрицио Руффо в Калабрию организовать контрреволюцию. Ему сопутствовал успех, и со своей недисциплинированной, но многочисленной «Армией веры» (Esercito Cristiano della Santa Fede), состоявшей из крестьян, он двинулся к Неаполю. Поход его армии сопровождался грабежами, поджогами и массовыми убийствами республиканцев. Одновременно английская эскадра подошла к Неаполю и захватила остров Прочида, но после нескольких столкновений с республиканским флотом под командованием Франческо Караччиоло, была отозвана обратно в Палермо, где ожидалось нападение франко-испанского флота.
5 мая Руффо, при поддержке десанта со средиземноморской эскадры адмирала Ушакова, двинулся на столицу, откуда французы, за исключением небольшого отряда Медана, ушли. Разрозненные республиканские отряды были разбиты, держались только Неаполь и Пескара.
13 июня 1799 года Руффо и его войска вместе с русским отрядом под командой капитан-лейтенанта Григория Белли достигли Неаполя, и после отчаянного сражения у Понте делла Маддалена, вошли в город. В течение нескольких недель калабрези и лаццарони продолжали грабить и убивать, и Руффо был не в состоянии, даже если хотел, сдержать их. Однако роялисты не смогли установить полный контроль над городом — остатки французских и республиканских войск продолжали удерживать крепости Сант-Эльмо, Кастель-Нуово и Кастель-дель-Ово, в то же время франко-испанский флот в любой момент мог прийти в гавань Неаполя.
Руффо, несмотря на указания королевы не вести переговоры с повстанцами, начал их и пришёл к соглашению с республиканцами по их эвакуации из замков. По условиям капитуляции защитники замков могли свободно оставаться в Неаполе или беспрепятственно отплыть в Тулон. Капитуляцию подписали Руффо, британские, русские и турецкие офицеры, а также, со стороны республиканцев, французский командующий. 21 июня республиканцы капитулировали. Партенопейская республика прекратила своё существование.
Условия капитуляции, гарантировавшие амнистию сторонникам республики, не были исполнены: адмирал Нельсон, 24 июня вошедший в гавань Неаполя, объявил, что договоры с мятежниками недействительны. Руффо с негодованием заявил, что под договором стоит не только его подпись, но и подписи русского и турецкого комендантов, а также британского капитана Эдварда Фута, и в случае отказа Нельсона признать капитуляцию он не окажет ему помощи в захвате замков. 26 июня Нельсон изменил своё решение и уполномочил Уильяма Гамильтона, британского посла, уведомить кардинала, что он не будет делать ничего, чтобы разорвать перемирие. В то же время капитан Белли заверил республиканцев, что Нельсон не будет мешать их эвакуации. Хотя эти гарантии и были сомнительны, республиканцы были удовлетворены и начали погрузку на приготовленные для их эвакуации суда. Но 28 июня Нельсон получил депешу из Палермо, подчиняясь которой, он захватил суда республиканцев и арестовал их.
8 июля король Фердинанд прибыл из Палермо и начал расправу над республиканцами. 99 человек, среди них адмирал Ф. Караччиоло, Ф. М. Пагано и В. Руссо были казнены. Более 500 человек были заключены в тюрьму, и около 350 депортированы или сосланы. После того, как об этих событиях стало известно в Великобритании, Чарльз Джеймс Фокс осудил Нельсона в Палате общин за участие адмирала в «зверствах в Неаполитанском заливе».

## В культуре
Об истории Партенопейской республики рассказывает Александр Дюма-отец в романе «Луиза Сан-Феличе», который был несколько раз экранизирован. На основе романа была написана одноимённая пьеса.